# Dịch tễ học hội chứng tự kỷ
Dịch tễ học hội chứng tự kỷ nghiên cứu về tỷ lệ mắc và phân bố hội chứng rối loạn phổ tự kỷ (ASD). Một đánh giá toàn cầu năm 2012 ước tính tỷ lệ hiện nhiễm rối loạn phổ tự kỷ trung bình 62 trường hợp trên 10.000 người. Tuy nhiên, thiếu bằng chứng từ các nước thu nhập thấp và trung bình.
ASD trung bình tỷ lệ nam/ nữ là 4,3: 1. Số trẻ được biết bị tự kỷ đã tăng lên đáng kể kể từ những năm 1980, ít nhất một phần do những thay đổi trong thực hành chẩn đoán; không rõ liệu tỷ lệ có thực sự tăng lên hay không; và cũng không thể loại trừ các yếu tố nguy cơ môi trường chưa xác định. Nguy cơ bị tự kỷ có mối liên kết đến một số yếu tố tiền sản, bao gồm cả tuổi thai và bệnh tiểu đường ở người mẹ trong thai kỳ. ASD có liên quan đến một số rối loạn di truyền và động kinh.
Tự kỷ là một rối loạn phát triển thần kinh phức tạp. Nhiều nguyên nhân đã được đưa ra, nhưng lý thuyết nhân quả của nó vẫn còn là mối hoài nghi, cuối cùng vẫn không thực sự biết rõ. Tự kỷ phần lớn do thừa hưởng di truyền, mặc dù di truyền tự kỷ rất phức tạp và không rõ gen nào chịu trách nhiệm. Ít bằng chứng hỗ trợ mối liên kết với yếu tố phơi nhiễm môi trường cụ thể.
Trong một số ít trường hợp, tự kỷ có liên quan chặt chẽ với các tác nhân gây dị tật bẩm sinh.  Cũng có một số giả thuyết nguyên nhân khác, chẳng hạn như chủng ngừa vắc-xin thời thơ ấu, đang là vấn đề gây nhiều tranh cãi nhưng vẫn thiếu bằng chứng khoa học hỗ trợ. Andrew Wakefield đã xuất bản một nghiên cứu nhỏ vào năm 1998 tại Vương quốc Anh về mối liên hệ nhân quả giữa bệnh tự kỷ và vắc-xin MMR bảo vệ khỏi ba loại virus. Nhưng báo cáo lại cố ý làm sai lệch dữ liệu, sau đó thông tin được cải chính và giấy phép hành nghề y của Wakefield thì bị thu hồi.